# Andrei Bahdanovich
Andrei Bahdanovich –en bielorruso, Андрэй Багдановіч; transliteración rusa, Andrei Bogdanovich– (Yalizava, 15 de octubre de 1987) es un deportista bielorruso que compite en piragüismo en la modalidad de aguas tranquilas.
Compite en la categoría de canoa biplaza (C2) al lado de su hermano Aliaxandr.
Participó en dos Juegos Olímpicos, Pekín 2008 y Londres 2012, obteniendo dos medallas, oro en Pekín 2008 y plata en Londres 2012, ambas en la prueba de C2 1000 m. En los Juegos Europeos de Bakú 2015 consiguió una medalla de oro.
Ganó 4 medallas en el Campeonato Mundial de Piragüismo entre los años 2006 y 2019, y 13 medallas en el Campeonato Europeo de Piragüismo entre los años 2006 y 2017.

## Palmarés internacional
| Juegos Olímpicos   | Juegos Olímpicos         | Juegos Olímpicos  | Juegos Olímpicos |
| Año                | Lugar                    | Medalla           | Competición      |
| ------------------ | ------------------------ | ----------------- | ---------------- |
| 2008               | Pekín (China)            | Medalla de oro    | C2 1000 m        |
| 2012               | Londres (Reino Unido)    | Medalla de plata  | C2 1000 m        |
| Campeonato Mundial |                          |                   |                  |
| Año                | Lugar                    | Medalla           | Competición      |
| 2006               | Szeged (Hungría)         | Medalla de bronce | C4 1000 m        |
| 2009               | Dartmouth (Canadá)       | Medalla de oro    | C4 200 m         |
| 2010               | Poznań (Polonia)         | Medalla de plata  | C2 1000 m        |
| 2019               | Szeged (Hungría)         | Medalla de bronce | C4 500 m         |
| Juegos Europeos    |                          |                   |                  |
| Año                | Lugar                    | Medalla           | Competición      |
| 2015               | Bakú (Azerbaiyán)        | Medalla de oro    | C2 1000 m        |
| Campeonato Europeo |                          |                   |                  |
| Año                | Lugar                    | Medalla           | Competición      |
| 2006               | Račice (República Checa) | Medalla de plata  | C4 500 m         |
| 2006               | Račice (República Checa) | Medalla de bronce | C2 1000 m        |
| 2007               | Pontevedra (España)      | Medalla de oro    | C2 500 m         |
| 2007               | Pontevedra (España)      | Medalla de oro    | C4 500 m         |
| 2007               | Pontevedra (España)      | Medalla de bronce | C2 1000 m        |
| 2008               | Milán (Italia)           | Medalla de oro    | C2 1000 m        |
| 2008               | Milán (Italia)           | Medalla de bronce | C4 200 m         |
| 2009               | Brandeburgo (Alemania)   | Medalla de bronce | C4 200 m         |
| 2011               | Belgrado (Serbia)        | Medalla de plata  | C2 1000 m        |
| 2011               | Belgrado (Serbia)        | Medalla de plata  | C4 1000 m        |
| 2012               | Zagreb (Croacia)         | Medalla de bronce | C2 1000 m        |
| 2016               | Moscú (Rusia)            | Medalla de plata  | C2 1000 m        |
| 2017               | Plovdiv (Bulgaria)       | Medalla de plata  | C2 200 m         |